# U.S. Route 65
U.S. Route 65 (ou U.S. Highway 65) é uma autoestrada dos Estados Unidos.
Faz a ligação do Sul para o Norte. A U.S. Route 65 foi construída em 1926 e tem 998 milhas (1,59 km).

## Principais ligações
Autoestrada 30/Autoestrada 40 em Little Rock

 Autoestrada 44 em Springfield

 Autoestrada 80 em Des Moines